# Seznam chráněných území v okrese Bardejov
Toto je seznam chráněných území v okrese Bardejov aktuální k roku 2015, ve kterém jsou uvedena chráněná území v oblasti okresu Bardejov.
| Kód  | Obrázek               | Typ | Název                  | Rozloha (ha) | Galerie Commons                                  | Popis území | Souřadnice                       |
| ---- | --------------------- | --- | ---------------------- | ------------ | ------------------------------------------------ | ----------- | -------------------------------- |
| 498  |                       | NPR | Becherovská tisina     | 24,1300      |                                                  |             | 49°26′25″ s. š., 21°16′55″ v. d. |
| 513  | Čergovský Minčol      | NPR | Čergovský Minčol       | 171,0836     | Kategorie „Minčol (Čergov)“ na Wikimedia Commons |             | 49°13′39″ s. š., 20°59′52″ v. d. |
| 598  |                       | PR  | Livovská jelšina       | 13,1700      |                                                  |             | 49°15′56″ s. š., 21°5′45″ v. d.  |
| 640  |                       | PR  | Pod Beskydom           | 8,4546       |                                                  |             | 49°24′28″ s. š., 21°24′42″ v. d. |
| 1113 |                       | NPR | Pramenisko Tople       | 28,66        |                                                  |             | 49°13′37″ s. š., 21°0′29″ v. d.  |
| 662  |                       | NPR | Regetovské rašelinisko | 2,5519       |                                                  |             | 49°25′26″ s. š., 21°16′37″ v. d. |
| 676  |                       | PR  | Slatina pod Lieskovcom | 0,7118       |                                                  |             | 49°17′44″ s. š., 21°20′7″ v. d.  |
| 600  |                       | NPR | Stebnícká Magura       | 184,2400     |                                                  |             | 49°21′50″ s. š., 21°14′24″ v. d. |
| 718  | Zborovský hradný vrch | PR  | Zborovský hradný vrch  | 25,5100      | Kategorie „Zborov Castle“ na Wikimedia Commons   |             | 49°21′11″ s. š., 21°17′47″ v. d. |